# Szoszo Dzsacsvliani
Joszeb (Szoszo) Dzsacsvliani Soso Jachvliani grúzul: იოსებ (სოსო) ჯაჭვლიანი (Mesztia, 1958. június 5. – Törökország, 2024. február 8.)  grúz színész, filmrendező, forgatókönyvíró, sportoló, politikus.

## Életpályája
1978-ban diplomázott a Grúz Állami Testkultúra Intézetben, 1991-ben pedig Sota Rusztaveli Színház- és Filmművészeti  Egyetem  filmrendező szakán. A Sota Rusztaveli Színház- és Filmművészeti  Egyetem igazgatója, nemzetközi filmfesztivál díjazottja, a Georgian Filmstúdió Felügyelő Bizottságának elnöke, a Grúz Karbirkózó Szövetség elnöke, valamint karbirkózó világ- és Európa-bajnoka. 2012 és 2016 között tagja volt a grúz parlamentnek (Tbiliszi Gldani többségi képviselője), a „Bidzina Ivanisvili – Grúz Álom” elektori szövetségben.
2024. február 8-án súlyos betegség következtében elhunyt. Élete utolsó éveiben Dzsacsvliani súlyos betegséggel küzdött, és egy klinikán kezelték.

## Filmográfia

### Filmrendezőként
- 2003 : "Az első szerelmem"
- 2006 : "Mániások? Fanatikusok?" rendező, Badri Dzsacsvlianival
- 2007 : "Hattyú" rendező. Badri Dzsacsvlianival
- 2010 : "Maita Nasos" rendező. Giorgi Kacsaravával

### Forgatókönyvíróként
- 2003 : "Az első szerelmem" (rendező is)
- 2006 : "Mániások? Fanatikusok?" rendező, Badri Dzsacsvlianival
- 2007 : "Hattyú" rendező. Badri Dzsacsvlianival,
- 2010 : "Maita Nasos" rendező:Giorgi Kacsaravával

### Film producerként
- 2006 : "Mániások? Fanatikusok?" rendező, Badri Dzsacsvlianival
- 2007 : "Swan" rendező, Badri Dzsacsvlianival

### Színészként
- 1975: "Kaukázusi romantika" (Elberdi) Rendezők Revaz (Rezo) Gabriadze, Amiran Darsavelidze
- 1976: "A kívánság fája" (Gedia) r. Tengiz Abuladze
- 1977: "Younger Sister" (Kaha Gavaseli) rendező. Zaal Kakabadze
- 1977: "The Ascension" rendező. Nodar Managadze
- 1979: "Várj a szövetségesre" (Avtandil) rendező. Otar Koberidze
- 1981: "Brother" rendező. Temur Babluani
- 1982: "A bölcsesség sátra" rendező. Otar Koberidze
- 1982: "Három alikuri" (A király) rendező. Elguja Zgenti
- 1982: "II. Dimitri " rendező. Ramaz (Buba) Kotivari
- 1983: "A sárga madár" rendező. Amiran Darsavelidze
- 1983: "Bandita a téglagyárból" rendező. Giorgi (Gia) Mataradze
- 1983: "Varázslatos éjszaka" (Ibruh) rendező. Temur Palavandisvili
- 1986: "Nagymama mindenkinek" rendező. Nana Dvalisvili
- 1986: "Hat havas nap" rendező. Jurij Kvacsadze
- 1987: "Roots" (George fiatalkorában) rendező. Karaman (Guguli) Mgeladze
- 1988: Operation Wonderland, r. Otar Koberidze
- 1990: "White Banners" (Rostom) rendező. Grigol (Giga) Lortkipanidze
- 1991: "Fecskek és verebek" rendező. David Urusadze
- 1992: "Álmatlan nap" rendező. Temur Babluani
- 1996: "Egy kulináris szerelmes 1001 receptje" rendező. Nana Dzsordzsadze
- 2005: "Karácsonyi ajándék" rendező. Nana Dzsanelidze
- 2007: "Swan" (Gvegna Rekcsiani) rendezők: Soso Jachvliani, Badri Dzsacsvliani
- 2010: "Maita Nasos" rendezők: Szoszo Dzsacsvlianii, Giorgi Kacsarava

## Főbb eredményei a sportban
| Sportág                  | Verseny                       | Helyszín                 | Súlykategória            | Helyezés                 |
| ------------------------ | ----------------------------- | ------------------------ | ------------------------ | ------------------------ |
| Karbirkózás              | 1998-as világbajnokság        | Kairó, Egyiptom          | 100 kg                   | 1. helyezett, aranyérmes |
| 2002-es világbajnokság   | Springfield, Egyesült Államok | 100 kg                   | 2. helyezett, ezüstérmes |                          |
| 2002-es világbajnokság   | Springfield, Egyesült Államok | 100 kg                   | 3. helyezett, bronzérmes |                          |
| 2018-as Európa-bajnokság | Szófia, Bulgária              |                          | 1. helyezett, aranyérmes |                          |
| 2018-as Európa-bajnokság | Szófia, Bulgária              | 3. helyezett, bronzérmes |                          |                          |

## Fordítás
Ez a szócikk részben vagy egészben  a(z)   სოსო ჯაჭვლიანი című grúz Wikipédia-szócikk fordításán alapul.  Az eredeti cikk szerkesztőit annak laptörténete sorolja fel. Ez a jelzés csupán a megfogalmazás eredetét és a szerzői jogokat jelzi, nem szolgál a cikkben szereplő információk forrásmegjelöléseként.